# Krzyżanki (powiat wągrowiecki)
Krzyżanki – wieś w Polsce położona w województwie wielkopolskim, w powiecie wągrowieckim, w gminie Gołańcz.
W latach 1975–1998 miejscowość należała administracyjnie do województwa pilskiego.